# Ernst Georg Steinmetz
Ernst Georg Steinmetz (* 11. Februar 1895 in Usingen; † 26. Januar 1946 im Gefangenenlager Baccarat) war ein deutscher Archivar.

## Leben
Von 1909 bis 1914 besuchte er das Lehrerseminar in Usingen. Von 1914 bis 1915 war er Lehrer in Rod an der Weil. Von 1915 bis 1918 war er Feldwebel im I. Weltkrieg. 1918 wurde er Lehrer an der Hölderlinschule in Bad Homburg. Von 1918 bis 1945 war er Stadtarchivar in Bad Homburg.

## Schriften (Auswahl)
- Geschichte der Amtsapotheke zu Usingen. Usingen 1927, OCLC 985448102.
- Georg Schudt. Gedenkblatt zum 100jährigen Geburtstag des Gründers des „Taunusboten“ 1930. Bad Homburg 1930, OCLC 985448102.
- Stammreihen der Arnold in Usingen 1449–1700. Erlangen 1931, OCLC 72453037.
- Das Kircheninventar der Aemter Eppstein, Cronberg und Homburg von 1525 und die Einführung der Reformation in Homburg v. d. Höhe. Bad Homburg 1932, OCLC 72406109.
- Aus dem Jagdtagebuch des Landgrafen Casimir von Homburg. Bad Homburg 1936, OCLC 643022042.
- Hölderlin und Homburg. Neue Beiträge zum Lebensbild des Dichters. Bad Homburg 1950, OCLC 832395977.